# Garulia
Garulia är en stad i den indiska delstaten Västbengalen, och tillhör distriktet Uttar 24 Parganas. Den är en förort till Calcutta, och folkmängden uppgick till 85 336 invånare vid folkräkningen 2011.